# Тадзірі Сатосі
Сатосі Тадзірі (яп. 田 尻 智; нар. 28 серпня 1965 року, Матіда, Японія) — японський геймдизайнер, творець серії ігор, манги і серіалу «Покемон». Він увійшов до списку ста найкращих ігродизайнерів за версією IGN.[джерело?]

## Дитинство
Народився 28 серпня 1965 року в сім'ї торговця фірми Nissan і домогосподарки в місті Матіда, поблизу Токіо. Ще з дитинства у нього з'явився інтерес до ловлі комах — популярній в Японії розвазі того часу. Діти в той час ловили живих комах, колекціонували їх і обмінювалися ними з друзями. Сатосі створював геніальні пастки для комах — від звичайних клейових до механічних. У нього була велика колекція жуків — друзі навіть прозвали його «Доктор Жук».
В сімдесятих роках він переїхав в Токіо. Там не було лісів, де можна було б ловити жуків. І тоді Тадзірі відкрив для себе нове захоплення, згодом стало справою його життя — відеоігри.

## Game Freak
Початком його ігрової кар'єри можна вважати 1981, коли Сатосі виграв премію, розіграну підприємством Sega Enterprises. Оскільки ігрова індустрія тільки зароджувалася — не існувало друкованих видань про них. І тоді заповзятливий Сатосі в 1982 році створив перший журнал про відеоігри в Японії — Game Freak. У своєму аматорському журналі він публікував огляди нових ігор і секрети старих. В 1984 у Сатосі пише статті про ігри в спеціалізованих виданнях, присвячених ігровій платформі Famicom і навіть з'являється в передачах на радіо та телебаченні. Його друг, Кен Сугіморі, робив ілюстрації до журналу. Саме видання коштувало 300 єн і містило 28 сторінок в одному випуску.
У старшій школі Тадзірі майже закинув навчання. Насилу отримавши середню освіту, він, попри вмовляння рідних, не пішов до інституту чи в коледж, а увійшов в ігровій бізнес. Він серйозно захопився іграми знаменитого розробника ігор Сігеру Міямото — автора серій ігор: Mario, The Legend of Zelda (гра) і Donkey Kong. У 1987 році виходить його перша гра — Quinty (В Америці та Європі відома як Mendel Palace). Через 2 роки він створює групу розробників ігор Game Freak, названу на честь його старого журналу. Game Freak розробляє ряд ігор, таких як Jerry Boy (1991), Mario & Wario (1993), Yoshi's egg (1994), Pulseman (1994).
У 1990 році Тадзірі пише книгу — «Країна пакування — Історії відеоігор з юності», де описує своє захоплення юності іграми.

## Покемон
На початку дев'яностих років з'явилася портативна консоль Game Boy. Її особливістю було те, що можна було підключити дві приставки спеціальним проводом і грати з іншим гравцем. Через провід консолі обмінювалися інформацією. За легендою, побачивши, як жук заліз на провід, Тадзірі смутно задумався над грою, де можна було розвивати монстрів і обмінюватися ними з друзями, щоб зібрати повну колекцію — явне посилання до його старого захоплення колекціонування комах. З 1990 року по 1996 рік Тадзірі працював над абсолютно новою грою — Pocket Monsters, також відомої як «Покемон». Перша гра спочатку називалася Capumon, але Capumon як торгова марка вже була зареєстрована, тому гру перейменували в Pocket Monsters, або в Pokémon.
Сатосі дуже довго працював над грою — він хотів випустити щось по-справжньому грандіозне. До того часу Game Boy втратив свою колишню популярність, і ніхто не сподівався на Pocket Monsters. Тадзірі навіть був змушений не платити своїм працівникам. Але тут йому несподівано приходить допомога — його підтримує Сігеру Міямото, який допоміг йому випустити перші дві гри про покемонів — Pocket Monsters Red і Pocket Monsters Green. За мотивами гри незабаром виходить аніме, де головного героя звуть Сатосі, а його головного суперника — Сігеру. Зараз Тадзірі працює над новими іграми.
Крім «Покемона», Сатосі Тадзірі розробив гру Drill Dozer на платформу Game Boy Advance.

## Неправдиве повідомлення про смерть
О 8:55 12 березня 2011 в Twitter було розміщено непідтверджене повідомлення про смерть Тадзірі під час  землетрусу в Японії. Після цього відомості про смерть з'явилися в блогах, новинних сайтах і на сайтах, пов'язаних з іграми та аніме. Однак інформація була спростована Nintendo of America, яка підтвердила, що співробітники Nintendo в Японії, в тому числі Тадзірі, не постраждали фізично і не понесли істотних фінансових втрат.

## Цікаві факти
- Сатосі Тадзірі хворий  синдромом Аспергера. Співробітники Nintendo описують його як «креативного, але дивакуватого і замкнутого», що підходить під визначення хвороби. Сам Тадзірі це підтвердив, але коментувати не став.
- В інтерв'ю журналу Time Тадзірі сказав, що працює 24 години, а спить 12 годин — за його словами, це допомагає йому краще працювати.